# Santa Maria de Calders
Santa Maria de Calders és una església de Constantins, al municipi de Sant Gregori (Gironès).
És una petita capella d'origen romànic desenvolupada en planta rectangular i absis posterior semicircular llis. Les parets portants són de maçoneria amb restes d'arrebossat de calç a les façanes. La coberta és de teula àrab a dos vessants, acabada amb un ràfec de doble filera de teula. Per la banda de la façana principal hi ha adossada una construcció però deixant un petit espai cobert per accedir a l'interior de la capella per una porta dovellada. A la part superior de la façana principal hi ha un campanar d'espadanya sense campanes. L'interior s'estructura en una sola nau, coberta amb volta de canó enguixada i absis semicircular posterior. La part superior a l'absis és pintat representant el cel i les estrelles (finals del s. XIX o inicis del s. XX). L'actual construcció és del 1770, però hi queden restes romàniques.